# Lissomus bifloccosus
Lissomus bifloccosus là một loài bọ cánh cứng trong họ Elateridae. Loài này được Laporte miêu tả khoa học năm 1835.